# Patrik Kristal
Patrik Kristal (Viimsi, 12 de noviembre de 2007) es un futbolista estonio que juega en la demarcación de delantero para el 1. F. C. Colonia II de la Regionalliga West.

## Selección nacional
Tras jugar en las categorías inferiores de la selección finalmente el 8 de septiembre de 2024 hizo su debut con la selección de Estonia en un partido de la Liga de Naciones de la UEFA 2024-25 contra Suecia que finalizó con un resultado de 3-0 a favor del combinado sueco tras el gol de Alexander Isak y un doblete de Viktor Gyökeres.

## Clubes
| Club                    | País     | Año       | Partidos | Goles |
| ----------------------- | -------- | --------- | -------- | ----- |
| FC Levadia II Tallinn   | Estonia  | 2022-2023 | 62       | 16    |
| FCI Levadia Tallinn     | Estonia  | 2022-2023 | 5        | 0     |
| Paide Linnameeskond U21 | Estonia  | 2024      | 1        | 0     |
| Paide Linnameeskond     | Estonia  | 2024      | 41       | 8     |
| 1. F. C. Colonia II     | Alemania | 2025-     | 15       | 0     |